# 帯広市立帯広第七中学校
帯広市立帯広第七中学校（おびひろしりつ おびひろだいななちゅうがっこう）は、北海道帯広市に所在する公立（市立）の中学校。

## 生徒
- 生徒数 - 64人
  - 1年生 - 17人
  - 2年生 - 20人
  - 3年生 - 27人
  - 特別支援学級（内数）- 2人

2019年（令和元年）5月1日現在

## 沿革
- 1965年（昭和40年）4月1日 - 帯広市立愛国中学校、帯広市立以平中学校、帯広市立上以平中学校、帯広市立戸蔦中学校、帯広市立大正中学校が統合し、帯広市立帯広第七中学校が開校する[1][2]
- 1981年（昭和56年）6月 - 新校舎（現在の校舎）の落成式を挙行する[1]。

## 部活動
- 野球部[5]
- 男子ソフトテニス部[5]
- 女子バレーボール部[5]
- 女子バドミントン部[5]
- スピードスケート部[5]

## 著名な出身者
- 道下ひなの（バレーボール選手：KUROBEアクアフェアリーズ）